# Échenilleur wallacéen
Coracina personata
Espèce
Statut de conservation UICN

 LC  : Préoccupation mineure
L'Échenilleur wallacéen (Coracina personata) est une espèce de passereau de la famille des Campephagidae.

## Répartition
Il est endémique d'Indonésie.

## Habitat
Il habite les forêts humides tropicales et subtropicales en plaine.

## Liste des sous-espèces
Selon la classification de référence du Congrès ornithologique international (15.1, 2025) il se répartit en six sous-espèces :
- C. p. floris (Sharpe, 1878) — Sumbawa et Florès ;
- C. p. sumbensis (Meyer, 1881) — Sumba ;
- C. p. personata (S. Müller, 1843) — de Rote à Sermata ;
- C. p. unimoda (Sclater, 1883) — îles Tanimbar ;
- C. p. pollens (Salvadori, 1874) — îles Kai ;
- C. p. alfrediana (Hartert, 1898) — Lembata, Pantar et Alor.